# Novosedly nad Nežárkou
Obec Novosedly nad Nežárkou (v místním nářečí Novosedla, německy Neusattel an der Naser) se nachází v okrese Jindřichův Hradec v Jihočeském kraji. Sestává z místních částí Novosedly nad Nežárkou, Kolence a Mláka. Žije zde 707 obyvatel.

## Části obce
Obec Novosedly nad Nežárkou se skládá ze tří částí na třech stejnojmenných katastrálních územích.
- Kolence
- Mláka
- Novosedly nad Nežárkou

## Historie

### Před první světovou válkou
První písemná zmínka o obci pochází z roku 1359 a nachází se v knihách prvního arcibiskupa pražského Arnošta z Pardubic. Ze stejného pramene vyplývá také informace o prvním doloženém novosedelském faráři jménem Mikuláš, který tentýž rok zemřel.
V roce 1619 byly Novosedly vypáleny.

### První světová válka
Během let první světové války se neodehrálo nic výrazně významného. Do obce v roce 1914 přicestovalo 22 polských uprchlíků, dva z nich utekli, zbylí odjeli během roku 1915. V roce 1916 přicestovaly další dvě polské rodiny, celkem 11 osob. Jako i v jiných kostelích, i zde proběhly rekvírace zvonů. 3. října 1916 byl zabaven zvon Svatý Jakub (ulitý 1791), 17. září 1917 sejmut nejmenší zvon a 25. července 1918 přišel kostel sv. Václava dokonce i o 36 varhanních píšťal. Zabavené varhanní píšťaly byly nahrazeny až během roku 1932.

### První republika
Konec Velké války obyvatelé oslavili průvodem k chrámu Páně, kde byla hrána národní hymna. 1. května 1919 byly na návsi vysazeny dvě lípy – na upomínku svobody. V roce 1921 zde žilo 402 obyvatel, a ve dvacátých letech dvacátého století se zde nacházelo 121 domů.

### Druhá světová válka
Stejně jako první světová válka, i ta druhá probíhala přiměřeně pokojně. Během celé doby okupace se v Novosedlech neudálo nic výrazně významného. 27. února 1945 do obce přijeli němečtí uprchlíci, v počtu do 142 osob. Byli ubytováni v obecní škole a po místních hostincích. Do 3. května 1945 všichni odešli. 2. května ale v Novosedlech pobývala větší jednotka SS, vybavená děly. Novosedly nad Nežárkou byly osvobozeny oddílem Rudé armády 9. května 1945, čítajícím přibližně tisícovku mužů okolo 15. hodiny. Ještě ráno toho dne tudy projížděly poslední zbytky německé branné moci.

### 1945–1948
V roce 1945 definitivně v okolí Novosedel skončila plavba dřeva, čímž místní obyvatelé přišli o jeden ze zdrojů obživy. Někteří obyvatelé se odstěhovali do vysídleného pohraničí jako noví osadníci, a to celkem 116 osob (viz tabulka)
| Příjmení    | Jméno     | osídlená lokalita            | počet osob | poznámka |
| ----------- | --------- | ---------------------------- | ---------- | -------- |
| Šmejkal     | František | Výšpachy (dnes Bílá)         | 4          |          |
| Šmejkal     | Jan       | Kladné                       | 4          |          |
| Lískovec    | František | Výšpachy (dnes Bílá)         | 9          |          |
| Kaštánek    | Ludvík    | Novosedly u Krumlova         | 6          |          |
| Kubát       | František | Kladné                       | 4          |          |
| Kouba       | Josef     | Kladné                       | 4          |          |
| Nestalovová | Albína    | Staré Sedlo                  | 3          |          |
| Navara      | Jan       | Výšpachy (dnes Bílá)         | 9          |          |
| Volek       | Ferdinand | Jablonec nad Nisou           | 5          | mlynář   |
| Filípek     | Františel | Dvoreček                     | 9          |          |
| Melichar    | Karel     | Chabařovice u Ústí nad Labem | 4          |          |
| Dvořák      | Adolf     | ?                            | 4          |          |
| Becherová   | Marie     | ?                            | 5          |          |
| Kubát       | Jan       | Kunějov                      | 4          |          |
| Škarda      | Adolf     | ?                            | 2          |          |
| Voběrka     | František | Karlovy Vary                 | 3          |          |
| Viktora     | Josef     | Libonolec u Děčína           | 5          |          |
| Sýkora      | František | Větřní                       | 3          |          |
| Laštovka    | Karel     | Kladné                       | 4          |          |
| Kouba       | Josef     | Kladné                       | 4          |          |
| Šmejkalová  | Marie     | Větřní                       | 2          |          |
| Šmejkal     | František | Větřní                       | 4          |          |
| Šmejkal     | Jan       | Kladné                       | 4          |          |
| Slavíček    | Josef     | Výšpachy (dnes Bílá)         | 4          |          |
| Bérová      | Marie     | Výšpachy (dnes Bílá)         | 1          |          |

## Farnost

### Kostel svatého Václava

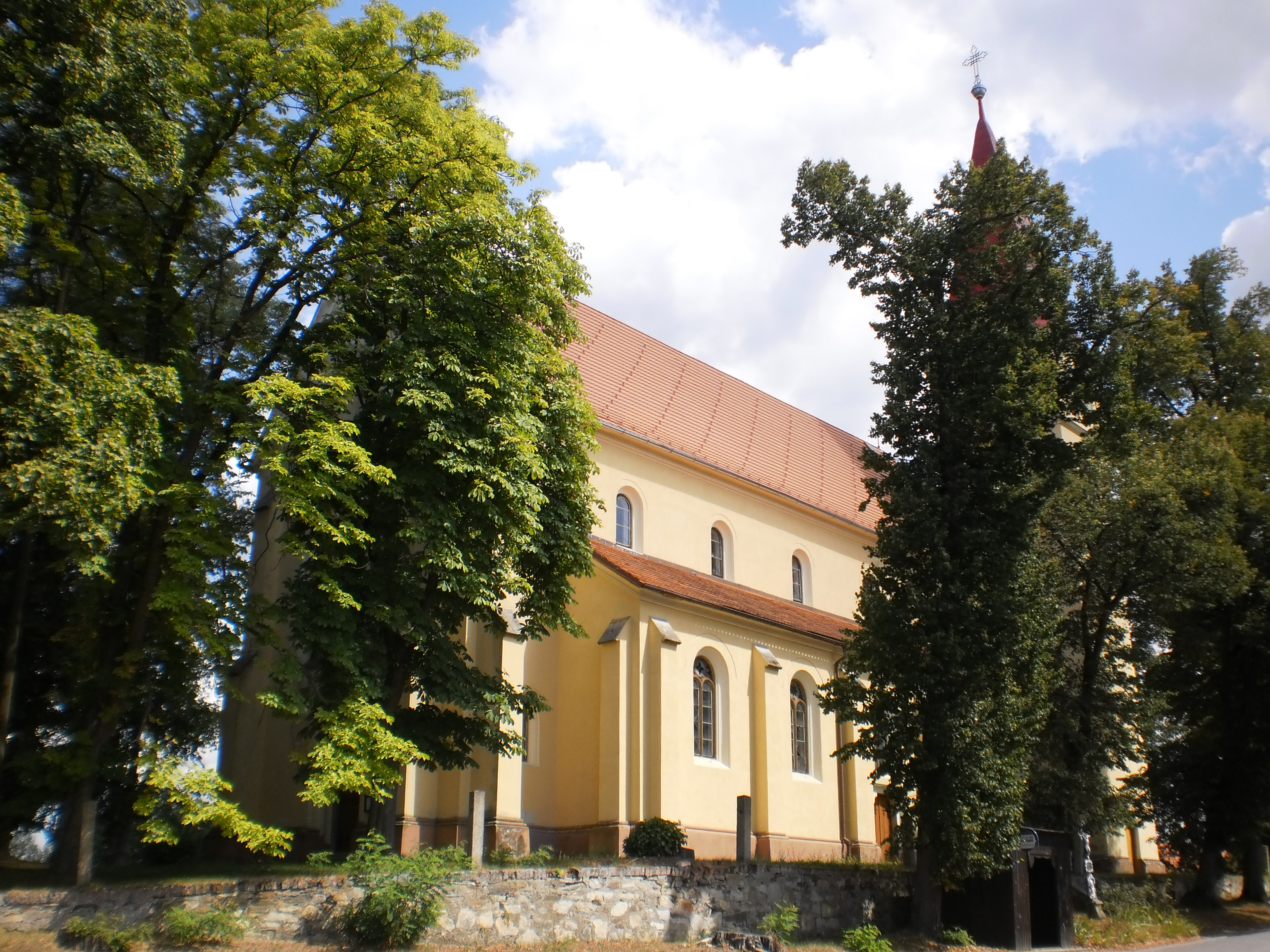
Kostel svatého Václava v Novosedlech nad Nežárkou (srpen 2013)

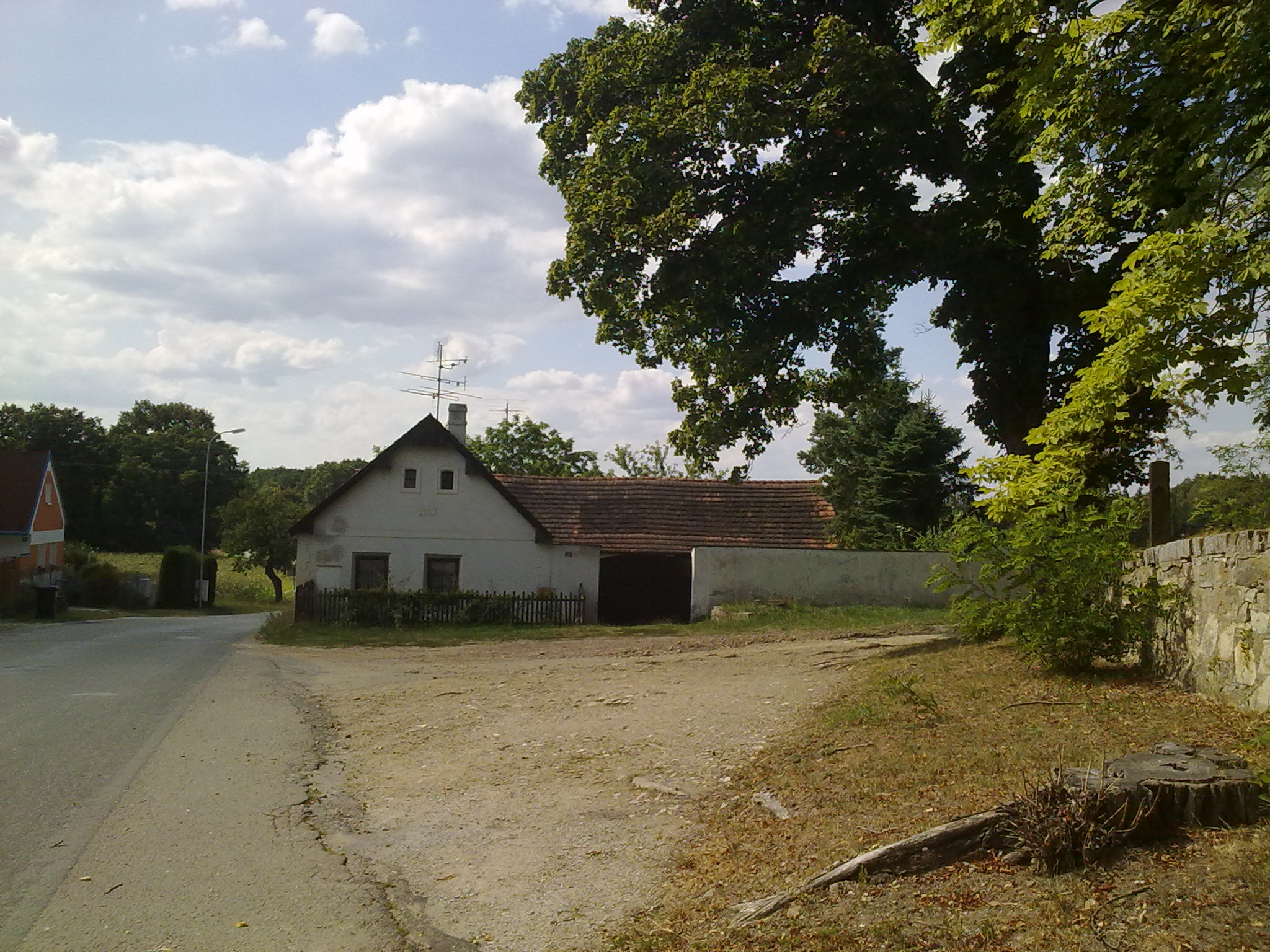
Dům čp. 65, přiléhající k novému hřbitovu, který od března 1910 obýval novosedelský farář P. Josef Duda († 1915)

Na kraji obce při příjezdu od Lomnice nad Lužnicí je kostel svatého Václava. Jeho současná pseudorománská podoba je výsledkem rekonstrukce z roku 1867. Dvojice základních kamenů s pamětními listinami byla usazena 11. května 1867, v roce 1869 byl kostel dostavěn a o rok později vysvěcen. Z původního gotického presbytáře s křížovou klenbou se stala sakristie.

### Farní hřbitov
Kolem starého farního kostela z doby před rokem 1359, který již nedostačoval množství věřících a poutníků, se nacházel původní hřbitov. Ten je dnes již zrušen, roku 1871 byl postaven a posvěcen nový, dodnes se nacházející u domu čp. 65.

### Duchovní správa
Farnost zde byla již před rokem 1359. Během válečných tažení byla zdejší farnost přifařena k jedné z blízkých farností, a to k Lomnice nad Lužnicí, Stráži nad Nežárkou nebo i Třeboni. Lokálie zde byla ustanovena roku 1785 za vlády císaře Josefa II., prvním lokalistou se stal o rok později P. Beregisus Gregor († 17. srpna 1788), augustinián ze zrušeného augustiniánského kláštera v Třeboni. Záštitu nad lokálií převzala matice náboženská. Římskokatolická farnost Novosedly nad Nežárkou ke dni 31.12.2019 zanikla. Jejím právním nástupcem je Římskokatolická farnost Stráž nad Nežárkou.

## Zajímavosti

### Památník padlým v první světové válce
V roce 1922 opatřila obec Novosedly památník padlým a nezvěstným ve světové válce, který byl vztyčen jižně od kaple sv. Jana Nepomuckého. Z důvodu stavby okresní silnice však byl v roce 1935 přemístěn na severní stranu kaple a byl na náklady obce oplocen. Nese tato jména padlých a nezvěstných

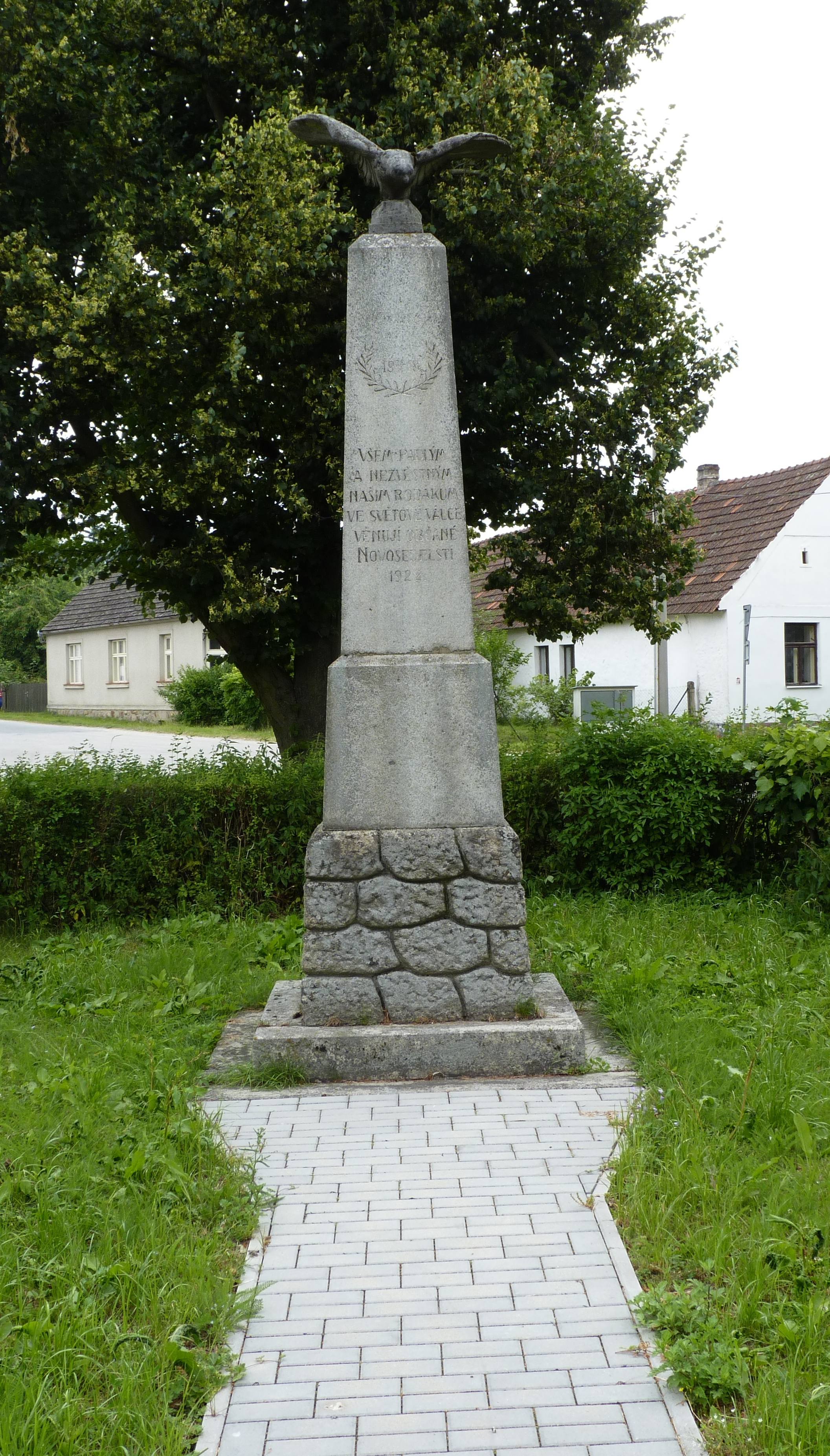
Nejnověji nese pomník jediné jméno – legionáře Jana Bíny umučeného nacisty

| Příjmení | Jméno        | čp. |
| -------- | ------------ | --- |
| Pražák   | Václav       | ?   |
| Fryš     | Rudolf       | 10  |
| Bašta    | Václav       | 62  |
| Samec    | Josef        | 30  |
| Pánek    | Jan          | 73  |
| Dušák    | František    | 9   |
| Fabian   | Antonín      | 10  |
| Novák    | Vojtěch      | 88  |
| Nerud    | František    | 41  |
| Filípek  | Václav       | 48  |
| Havel    | Václav       | 81  |
| Štícha   | Josef        | 52  |
| Bárta    | Josef        | 56  |
| Lískovec | Václav       | ?   |
| Štěpka   | Jan          | 101 |
| Štěpka   | (bratr Jana) | 101 |

### Kovárna na návsi
Na zdejší kovárně působili kováři Valek, Dvořák, Ludvík a Václav Šefčík. Během nájmu Václava Šefčíka byla v roce 1912 zrušena (částečně) tradice zvaná „sýpka“, tedy odměna usedlých hospodářů kováři za ostření výhradně orného nářadí ve formě obilného zrní. V roce 1926 byla kovárna připojena k elektrorozvodné síti. Při nástupu nového obecního kováře Františka Bašty v roce 1930 byl zvyk zvaný „sýpka“ definitivně zrušen a kovárna byla pronajata za stálý nájem.

### Hasičský sbor
Podle pamětní knihy obce Novosedly byl hasičský dobrovolný sbor založen roku 1894 a vybaven ještě tentýž rok novou obloukovou stříkačkou v ceně 900 zlatých. Velitelem sboru se stal František Šírek, náměstkem velitele Matěj Hrubý, jednatelem František Vrkoč, cvičitelem Václav Sokolík a pokladníkem Alexander Albrecht. Po založení měl sbor celkem 25 členů. V roce 1901 byla zakoupena nová čtyřkolová stříkačka za 1 900 korun. K plné motorizaci sboru přispěla až koupě nové dvoukolové stříkačky, kterou obec zakoupila v Telči 29. září 1932 i s příslušenstvím, v celkové ceně 32 019 korun.

### Triangulační bod
V roce 1937 blízko Novosedel proběhla stavba triangulační věže, při níž zemřel jeden z dělníků, původem ze Slovenska Dnes již tuto věž nikde v okolí nenajdeme, shořela totiž během vypalování trávy v roce 1946.

### Památné stromy
- Dub u mostu přes Nežárku[10]
- Dub Emy Destinnové
- Dub v Mláce[11]

### Rožmberská rybniční soustava
V katastrálních územích Mláka a Novosedly nad Nežárkou jsou objekty národní kulturní památky Rožmberská rybniční soustava.

### Evropsky významná lokalita
Koryto Nežárky je chráněno v rámci evropsky významné lokality „Lužnice a Nežárka“.

## Osobnosti
- Jan Bína (1897–1944), československý legionář, aktivně ze zúčastnil protinacistického odboje, umučen nacisty[9][14]
- Václav Žatecký (1902–1981), příslušník zahraničního odboje ve 2. světové válce, politický vězeň, v roce 2011 in memoriam oceněn Cenou ÚSTR za svobodu, demokracii a lidská práva[15][16]
- Jan Lebeda (*1936) – spisovatel dětských knížek žijící v Mláce